# 4000年に一度咲く金指
4000年に一度咲く金指（よんせんねんにいちどさくかなさし、1985年8月27日 - ）は、日本のお笑い芸人。本名、金指 悠（かなさし はるか）。ライジング・アップに所属していたが、現在はフリーで活動している。

## 略歴・人物
埼玉県浦和市出身。身長160cm、血液型AB型。趣味、特技は絵を描くこと、育毛、清掃、落語など。明治大学卒業で、同大学落語研究会出身。
2007年2月4日に「かなさし悠太郎」の芸名で三宮ニコチンとのコンビ「☆ルリヲ☆」を結成、2008年8月解散。2010年1月に再結成するが、同年10月に再解散。その後元「キラッキラーズ」のジャック豆山とのコンビ「いちじきかちょー」を結成。
2015年に「谷口一郎」の芸名で三原有史とのコンビ「おにゃんこぽん」を結成し、フリーで活動するが2018年1月に解散。
2018年2月から、ピン芸人「4000年に一度咲く金指」としてフリーで活動を始める。芸名は、かつて組んでいたコンビの名前である「うどんげ」（仏教の経典に「3000年に一度咲き、その時に金輪王が現世に出現するという花」とある）という言葉を金指が気に入っており、おにゃんこぽん解散後、としみつ（モダンタイムス）に新しい芸名を決めてほしいとお願いし、金指が候補のひとつとして「うどんげ金指」を挙げた際、「4000年に一度」と記憶違いしており、「4000年に一度でも良いから売れてみたい」という思いを込めている、と説明したところ、としみつに「4000年に一度咲く金指でいいじゃん」と言われ決まったという。
2018年3月から2019年11月までは矢野号とのユニット「オピニ女」としても活動していた。
2019年8月、ライジングプロダクションが設立したお笑い部門であるライジング・アップに所属したことを発表。
2023年8月、ライジングプロダクションを退所することを発表 。

## 芸風
ピン芸人になったばかりの頃はフリップ芸をメインに行っていたが、2019年のR-1ぐらんぷりに出場した際にたまたま1人コントをやったところウケが良く、そこから1人コントをメインに行っている。1人コントをやる際は、独特の狂気的なキャラクターを演じることが多い。

## 賞レース成績
- 2018年 R-1ぐらんぷり 2回戦進出（おにゃんこぽん谷口として）[16]
- 2019年 R-1ぐらんぷり 準決勝進出（敗者復活ステージ3位）[17][18][3]
- 2020年 R-1ぐらんぷり 準決勝進出[19]
- 2021年 R-1グランプリ 準決勝進出
- 2021年 ツギクル芸人グランプリ 決勝進出
- 2024年 R-1グランプリ 準々決勝進出[20]

## 出演

### テレビ
- R-1ぐらんぷり（フジテレビ）
  - R-1ぐらんぷり2019（2019年3月10日）
  - R-1ぐらんぷり2020（2020年3月8日）
- ネタパレ（フジテレビ、2019年8月23日[21]）

### ラジオ
- マイナビ Laughter Night（TBSラジオ、2019年3月8日[22]、7月19日[23]）